# Pavel Douglas
Pavel Douglas (* 5. Januar 1951 in Krakau) ist ein in Polen geborener und in Großbritannien beheimateter Schauspieler.
Sein Fernsehdebüt gab er in der Serie Shoestring.

## Filmographie (Auswahl)
- 1976: Brensham People (Fernsehserie, 1 Folge)
- 1979: Shoestring (Fernsehserie, 1 Folge)
- 1979: Turning Year Tales
- 1982: Into the Labyrinth (Fernsehserie, 1 Folge)
- 1982: Jangles (Fernsehserie, 1 Folge)
- 1983: Jamaica Inn (Fernsehfilm)
- 1984: Der Junker von Ballantrae (The Master of Ballantrae, Fernsehfilm)
- 1984–1986: Robin Hood (Robin of Sherwood, Fernsehserie, 2 Folgen)
- 1985: Widows (Miniserie)
- 1986: First Among Equals (Miniserie)
- 1986–1993: Lovejoy (Fernsehserie, 13 Folgen)
- 1987: Clem
- 1988: Diplomat in Sachen Liebe (Indiscreet)
- 1988: Hannay
- 1988: Menace Unseen (Fernsehdreiteiler)
- 1988: Screen Two (Fernsehserie, 1 Folge)
- 1988–1989: EastEnders (Fernsehserie, 19 Folgen)
- 1989: Capital City (Fernsehserie)
- 1989: Jim Bergerac ermittelt (Bergerac, Fernsehserie, 1 Folge)
- 1989: Die Chroniken von Narnia: Prinz Kaspian & Die Reise auf der Morgenröte (Prince Caspian and the Voyage of the Dawn Treader, Fernsehserie, 2 Folgen)
- 1989: Storyboard
- 1989: The Free Frenchman
- 1991: Riviera (Fernsehserie)
- 1992: Abenteuer in der Karibik (Runaway Bay, Fernsehserie, 1 Folge)
- 1992: Tattle Tale (Fernsehfilm)
- 1993: Ticket in den Tod (Passport to Murder)
- 1994: Driven
- 1995: James Bond 007 – GoldenEye (GoldenEye)
- 1995: Nelson’s Column
- 1996: Heartbeat (Fernsehserie, 1 Folge)
- 1996: The Bruce – Kampf für Schottlands Freiheit (The Bruce)
- 1997: Fünf Freunde (The Famous Five, Fernsehserie, 1 Folge)
- 1998: Escape to Somerset
- 2003: Hollyoaks (Fernsehserie, 1 Folge)
- 2003: River City (Fernsehserie, 2 Folgen)
- 2005: Noddy and the Island Adventure
- 2006: Silent Witness (Fernsehserie, 3 Folgen)
- 2007: Doctors (Fernsehserie, 15 Folgen)
- 2008: Krakatoa (Fernsehfilm)
- 2008: I Out There
- 2009: Ceville
- 2009: Stockwell (Fernsehdokumentation)
- 2010: Holby City (Fernsehserie, 1 Folge)
- 2011: New Tricks – Die Krimispezialisten (New Tricks, Fernsehserie, 1 Folge)
- 2014: Unknown Heart
- 2015: Eine Königin zu Weihnachten (Crown for Christmas)
- 2018: Prinzessinnentausch (The Princess Switch)
- 2018: Splinta Claws (Kurzfilm)
- 2019: Einfach unheimlich (Creeped Out, Fernsehserie, 1 Folge)